# .tl
.tl is het achtervoegsel van domeinen van websites uit Oost-Timor.
TL is de officiële standaard afkorting voor Oost-Timor, volgens ISO 3166-1. Het is de afkorting voor de Portugese naam, Timor-Leste. De extensie wordt sedert 2002 gebruikt. In dat jaar trad Oost-Timor toe tot de Verenigde Naties. Voordien werd de extensie .tp toegepast, de afkorting voor Timor Português.
De domeinnamen met extensie .tp worden automatisch geconverteerd naar de extensie .tl.